# Bâtiment 270
Le bâtiment 270 est l'un des cinq premiers bâtiments — et le premier dans le secteur tertiaire — à avoir reçu la certification HQE. Il a été réalisé à Aubervilliers, en Seine-Saint-Denis, par les architectes Brenac et Gonzalez pour le groupe Icade EMGP. Il peut accueillir 10 000 m2 de bureaux.
Il a été inauguré le jeudi 15 septembre 2005 en présence de madame Nelly Olin, alors ministre l'Écologie et du Développement durable.